# Epipactis phyllanthes
Epipactis phyllanthes (tên tiếng Anh: Green-flowered Helleborine) là một loài phong lan.

## Hình ảnh

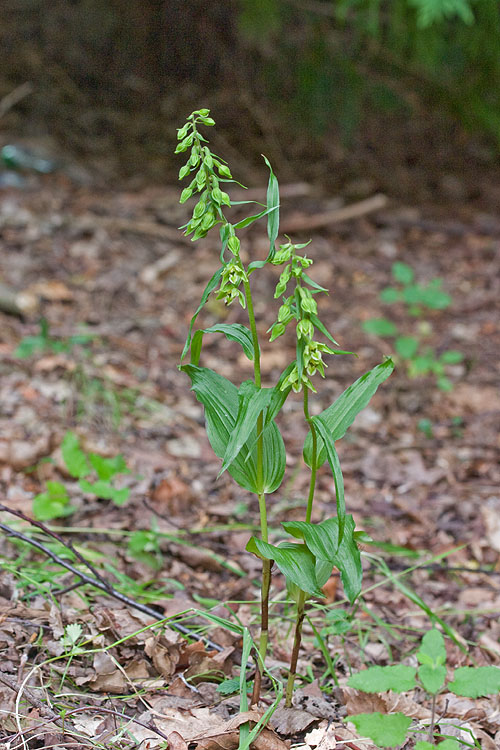